# That's Him
That's Him è una comica muta del 1918 di Gilbert Pratt con Harold Lloyd.

## Trama
Un novello sposo sta per avviarsi alla sua luna di miele quando si accorge che ha perso i biglietti del treno. Con un matto sforzo per trovarli, la sua sposa è portata a credere che è stata abbandonata.